# Chábory (Dobruška)
Chábory (německy Habern) jsou malá vesnice, část města Dobruška v okrese Rychnov nad Kněžnou. Nachází se asi 3,5 kilometru jihovýchodně od Dobrušky. Prochází zde silnice I/14. V roce 2009 zde bylo evidováno 38 adres.
Chábory leží v katastrálním území Dobruška o výměře 10,08 km².

## Historie
První písemná zmínka o vesnici pochází z roku 1610.

## Obyvatelstvo
| Rok            | 1869 | 1880 | 1890 | 1900 | 1910 | 1921 | 1930 | 1950 | 1961 | 1970 | 1980 | 1991 | 2001 | 2011 | 2021 |
| -------------- | ---- | ---- | ---- | ---- | ---- | ---- | ---- | ---- | ---- | ---- | ---- | ---- | ---- | ---- | ---- |
| Počet obyvatel | 189  | 187  | 172  | 154  | 142  | 135  | 132  | 104  | 122  | 97   | 82   | 62   | 72   | 70   | 67   |
| Počet domů     | 32   | 32   | 32   | 32   | 33   | 33   | 33   | 35   | 35   | 31   | 25   | 34   | 36   | 37   | 37   |

## Pamětihodnosti
- Kaple Nejsvětější Trojice
- Socha svatého Jana Nepomuckého

## Osobnosti
Narodil se zde básník Josef Kuchař (1847–1926).

## Další fotografie

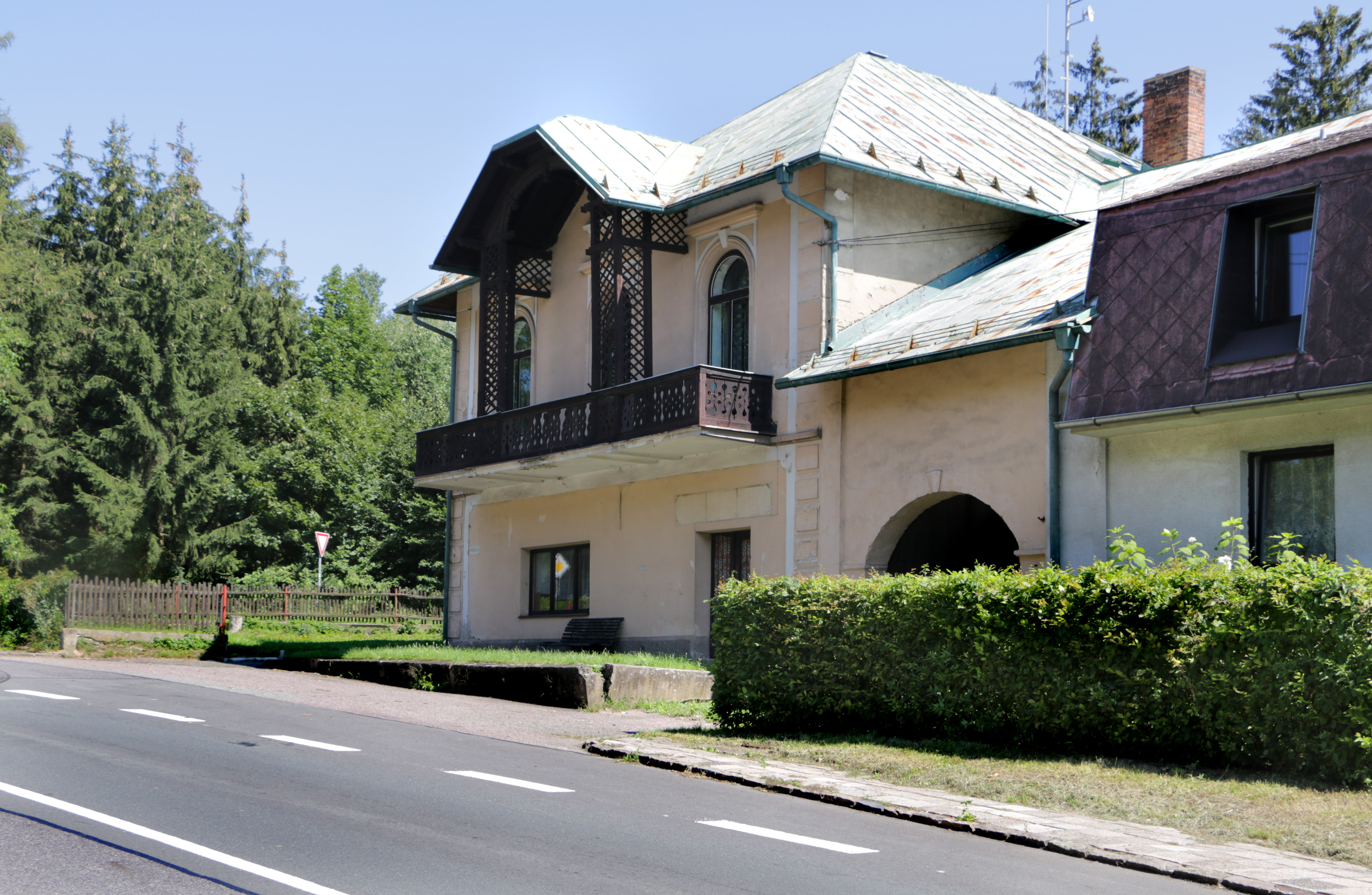
Dům čp. 19
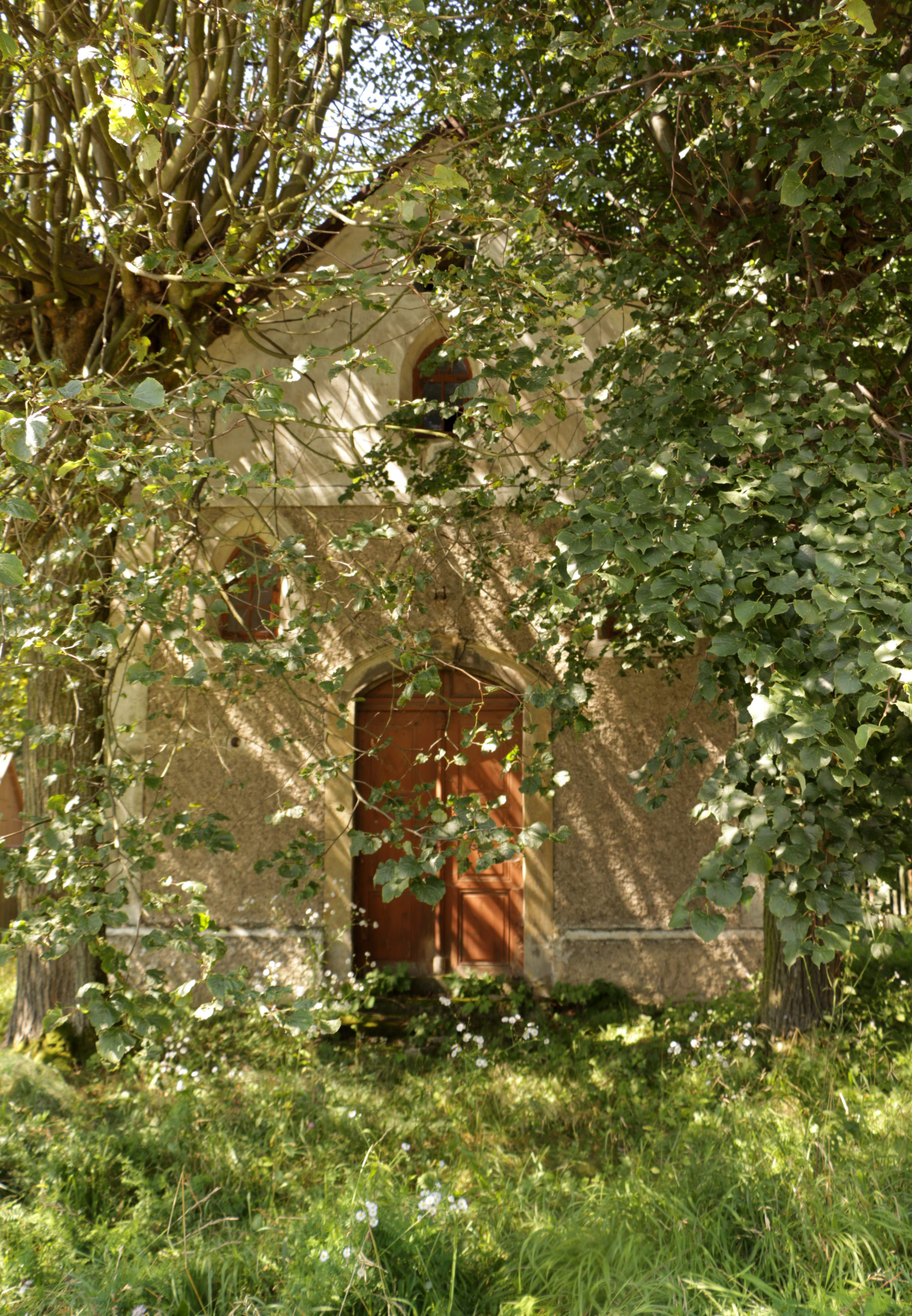
Kaple Nejsvětější Trojice pod stromy
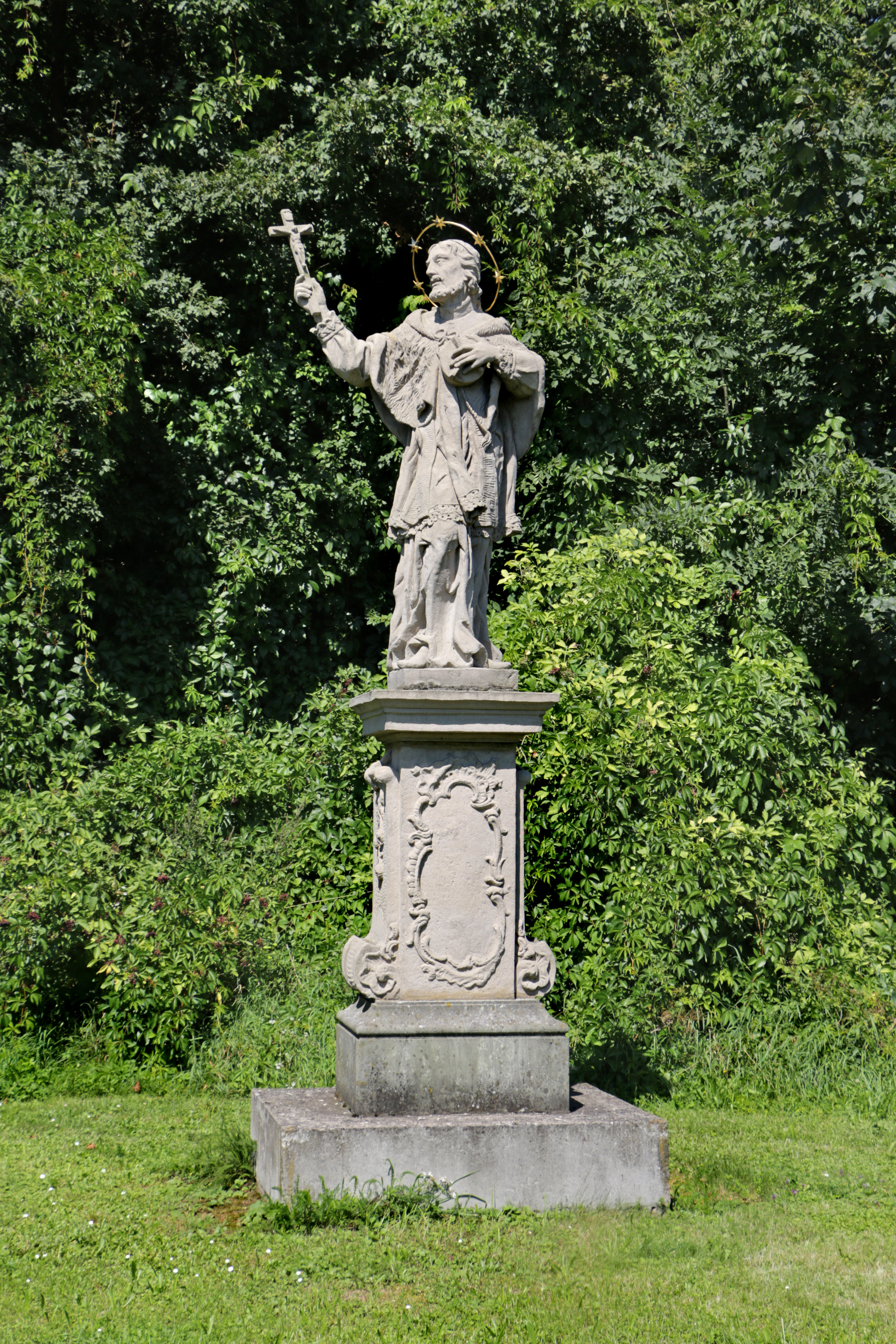
Socha sv. Jana Nepomuckého
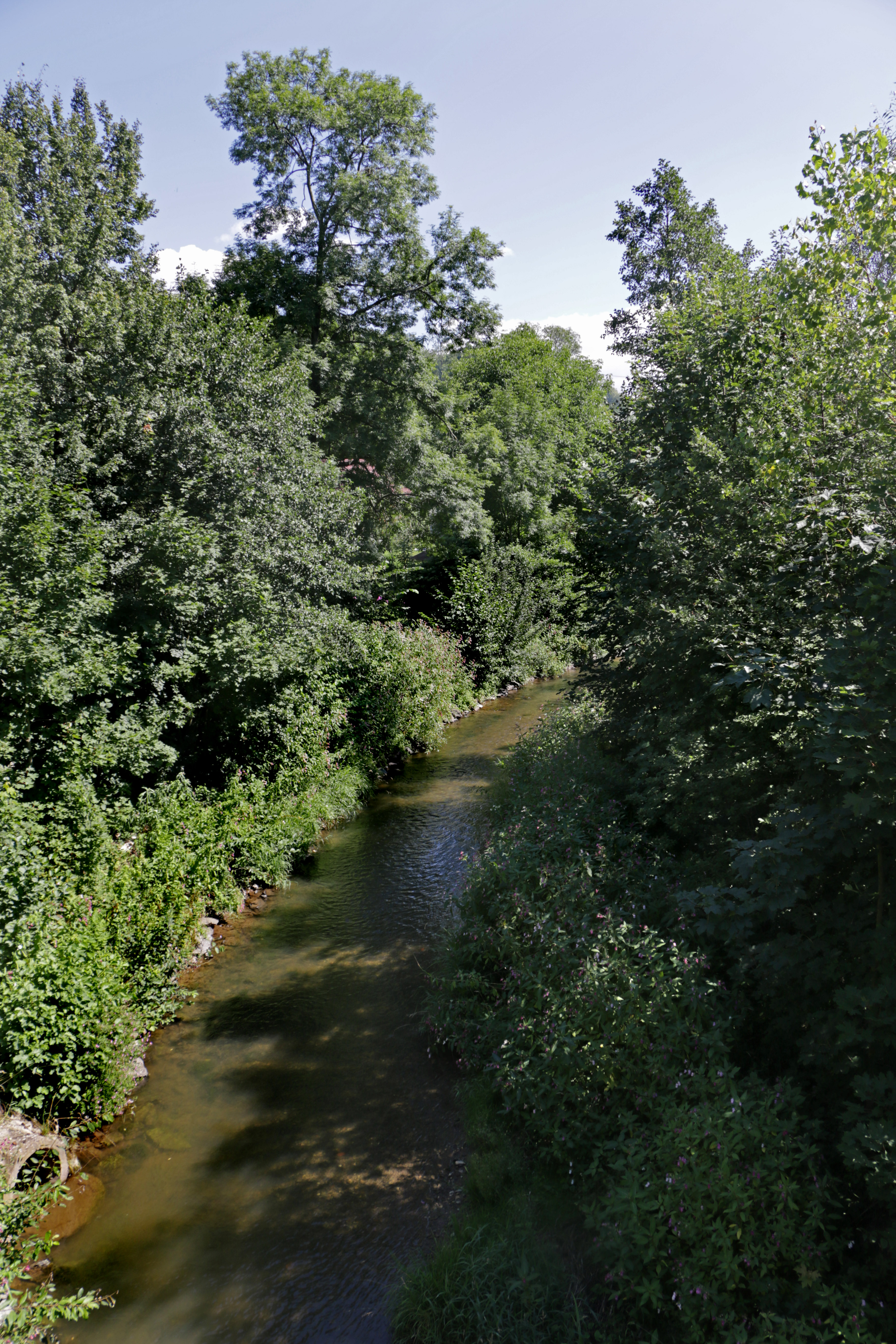
Zlatý potok